# لنپرون
لنپرون (انگلیسی: Lenperone) یک آنتی سایکوتیک معمولی از کلاس شیمیایی بوتیروفنون است.  این ماده اثرات ضد استفراغ و درمان اسکیزوفرنی حاد دارد.